# متحف جوكي كلوب لتغير المناخ
متحف نادي جوكي لتغير المناخ Jockey Club Museum of Climate Change ( Chinese، اختصار: MoCC ) هو متحف يقع في شا تين، هونغ كونغ، مخصص لموضوع تغير المناخ. وهو أول متحف في العالم يركز على تغير المناخ. تم إنشاءه بداية من قبل مركز موارد الأرض التابع لنادي الفروسية في الجامعة الصينية في هونغ كونغ وبتمويل من صندوق الجمعيات الخيرية لنادي الفروسية في هونغ كونغ، ويقع في الطابق الثامن من مبنى حديقة ياسوموتو الأكاديمية الدولية في الجامعة الصينية في هونغ كونغ. و تم الافتتاح في 16 ديسمبر 2013.
يضم المتحف مجموعة كبيرة من المعروضات التي جمعتها المستكشفة الصينية ريبيكا لي من جميع أنحاء العالم. ويضم معارض دائمة حول المناخات القطبية، وتقنيات حماية البيئة، وغيرها، بالإضافة إلى المعارض الخاصة الدورية. بالإضافة إلى ذلك، يقدم المتحف جولات بيئية خارج المتحف، حيث يتم إرشاد الزوار إلى مرافق وتدابير حماية البيئة المختلفة.

## تاريخه

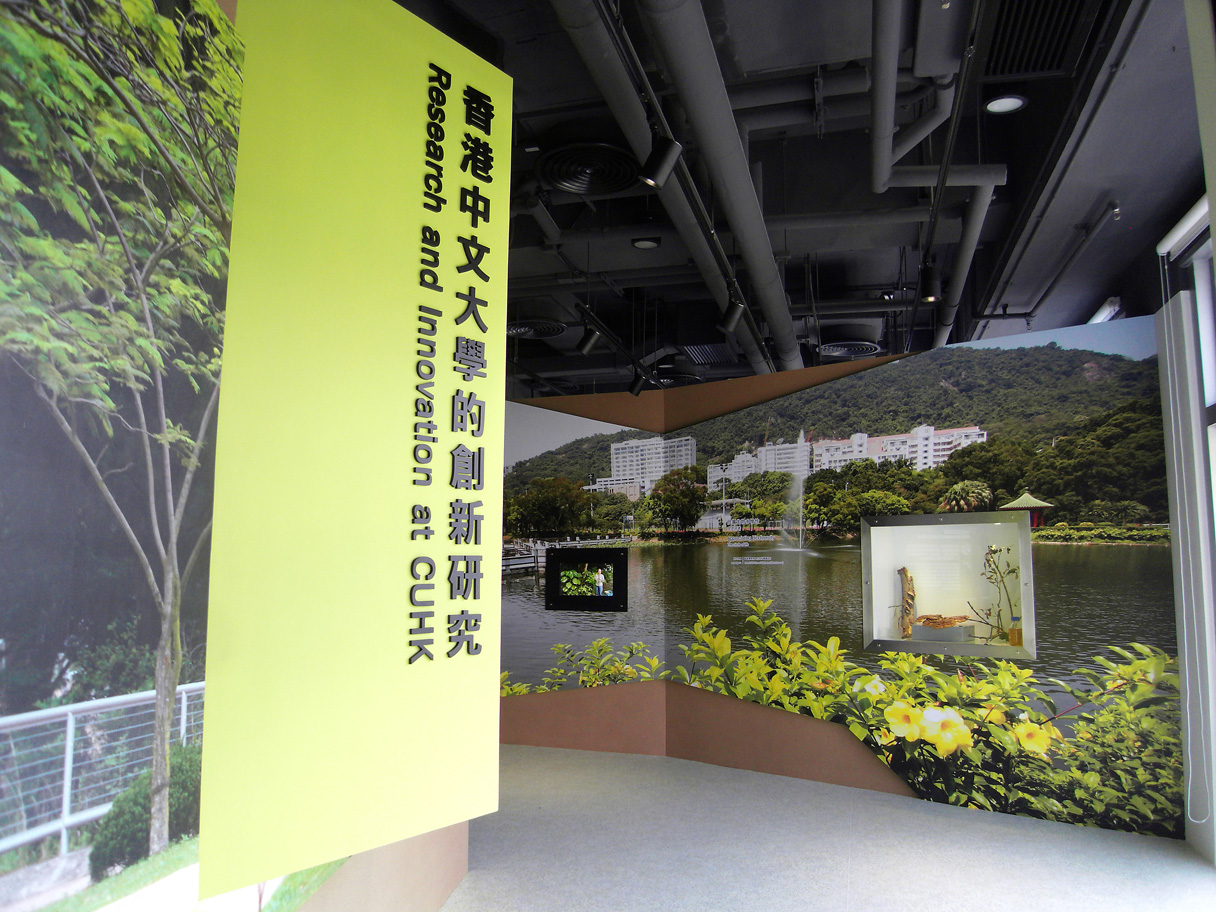
إحدى قاعات المعارض الدائمة في جامعة هونغ كونغ الصينية مخصصة للأبحاث المبتكرة.

يمكن إرجاع تاريخ متحف لتغير المناخ إلى المستكشفة ريبيكا لي، التي بدأت التركيز على قضايا المناخ في وقت مبكر من الثمانينات. في عام 1987، عندما رافقت فريقًا استكشافيًا من إدارة الدولة للمحيطات في جمهورية الصين الشعبية إلى القطب الجنوبي، خطرت لها فكرة إنشاء متحف قطبي في هونغ كونغ. وأعربت عن أملها في رفع مستوى الوعي بين سكان هونغ كونغ حول خطورة قضايا المناخ وجذب الشباب للمشاركة في أبحاث العلوم الطبيعية. واجهت لي وضع خطير في القارة القطبية الجنوبية عام 1991، مما جعلها تشعر أن هناك حاجة ماسة إلى التحرك وأنه من الضروري إنشاء متحف لتنظيم المعلومات للجيل القادم. أسست لاحقًا صندوق المتحف القطبي في عام 1997 وشغلت منصب مديرته. فكرت في مواقع مختلفة للمتحف، بما في ذلك المباني الصناعية، والمباني الصغيرة في الأقاليم الجديدة، والمدارس، لكن كل المحاولات باءت بالفشل، حتى أنها فكرت في التخلي عن الخطة.
ولم يكن الأمر كذلك حتى خطاب ريبيكا لي في الجامعة الصينية في هونغ كونغ في عام 2010، حيث علم البروفيسور جوزيف سونغ، رئيس الجامعة آنذاك، بالأمر وقدم دعمه. نجح في دعوة جمعية هونج كونج جوكي كلوب الخيرية لتوفير التمويل لإنشاء المتحف. اختارت الجامعة الصينية في هونغ كونغ مبنى حديقة ياسوموتو الأكاديمية الدولية موقعًا للمتحف، حيث يحتل الطابق الثامن بمساحة تبلغ حوالي 800 متر مربع. تم بناء المتحف باستخدام تقنيات البناء الأخضر، بما في ذلك الإضاءة الطبيعية، وتظليل الشمس، وأجهزة العزل الحراري، والمرافق الموفرة للطاقة.  تم إطلاق البرنامج التعاوني "مركز موارد الأرض لنادي جوكي" رسميًا في 1 يونيو 2012، وافتتح المتحف بشكل رسمي في 16 ديسمبر من العام التالي، ويحمل اسم الراعي الرئيسي له، باسم "متحف نادي جوكي لتغير المناخ".
خلال افتتاح المتحف، ذكرت ريبيكا لي أن المتحف يمكن أن يعزز الحفاظ على المناخ وتنمية المواهب العلمية الجديدة. وأعرب جوزيف سونغ عن أمله في أن يتمكن المتحف من تزويد الجمهور بمعلومات حول تغير المناخ وتعزيز التنمية المستدامة في هونغ كونغ. اعتقدت كريستين لوه، وكيلة وزارة البيئة في حكومة هونغ كونغ آنذاك، أن إدارة حماية البيئة والجامعة يمكنهما تعزيز التعاون من خلال المتحف لتعزيز تطوير حماية البيئة في هونغ كونغ.
بعد الانتهاء من البرنامج التعاوني "مركز موارد الأرض لنادي جوكي" عام 2016، قدم نادي جوكي التمويل مرة أخرى في عام 2017 لتنفيذ خطة "جوكي كلوب-CUHK للعمل المناخي" لمدة ثلاث سنوات لدعم تشغيل المتحف وتطويره.

## المعارض الدائمة
يقع المتحف في منطقة ما ليو شوي [الإنجليزية]

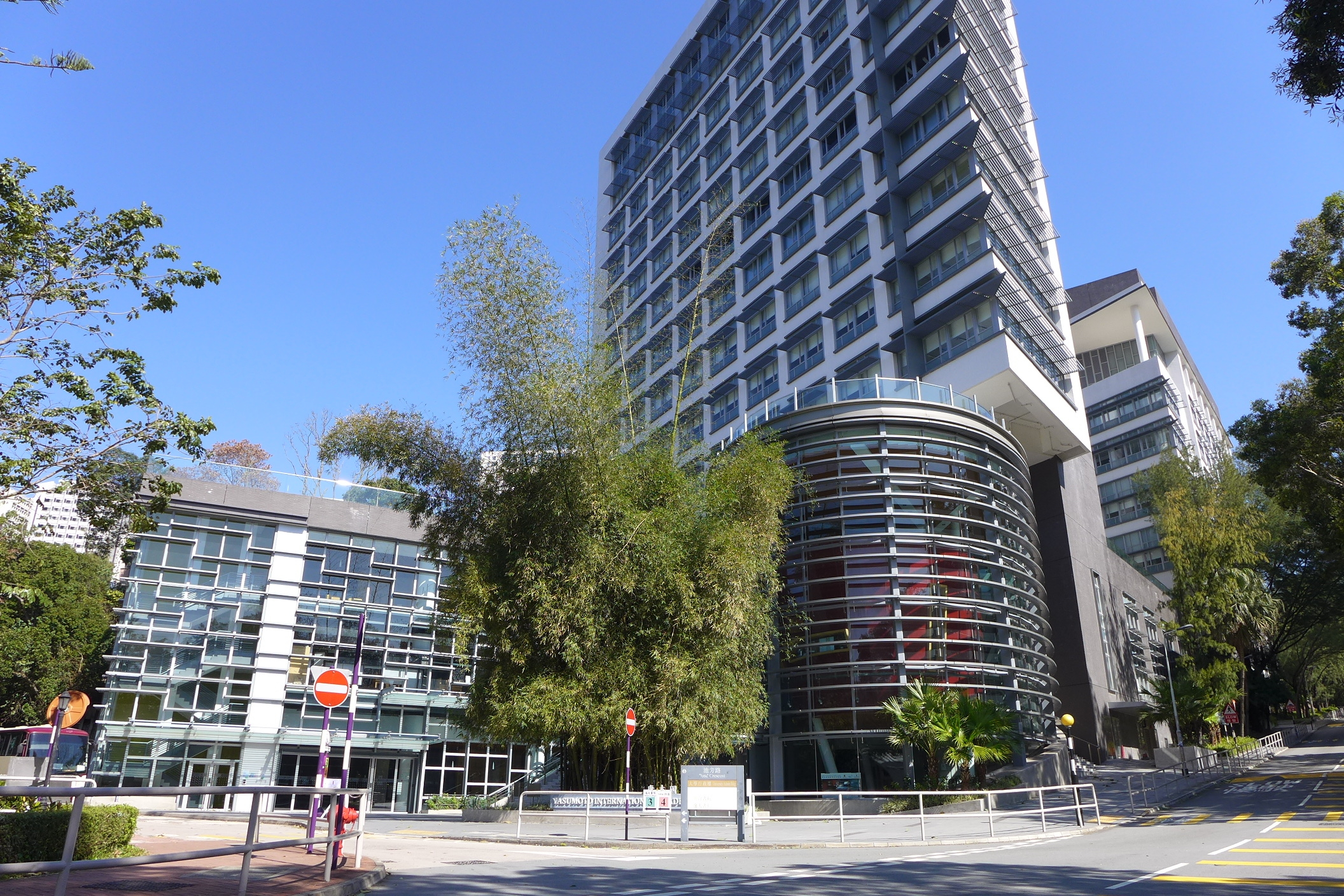
يقع متحف جوكي كلوب لتغير المناخ في مبنى حديقة ياسوموتو الأكاديمية الدولية.

، في الجامعة الصينية في هونغ كونغ، بجوار محطة مترو الجامعة. الحرم الجامعي نفسه محاط بالجبال ويواجه البحر، ويتميز بتنوع بيولوجي غني، مما يجعله مناسبًا لاستضافة الأنشطة البيئية القائمة على المتحف.
يضم المتحف أربع قاعات عرض دائمة، إلى جانب المعارض المواضيعية thematic exhibitions، وتغطي مساحة إجمالية قدرها 800 متر مربع تقريبًا. مناطق العرض الأربعة هي "الممر القطبي"، و"الاستشعار عن بعد عبر الأقمار الصناعية والرصد البيئي"، و"الأبحاث المبتكرة في جامعة هونغ كونغ الصينية"، و"ركن الحفاظ على البيئة في نادي جوكي". يضم المتحف أكثر من 100 معروضة تتعلق بتغير المناخ أو ظاهرة الاحتباس الحراري، بما في ذلك عينات من الحيوانات والنباتات والنسخ المتماثلة والأدوات وأنواع مختلفة من الصور. تتضمن المعارض أكثر من 40.000 صورة ومقطع فيديو التقطتها ريبيكا لي، وبعضها ينطوي على مخاطر تهدد الحياة ويتكبد تكاليف باهظة لالتقاط مشاهد من المناطق القطبية. بالإضافة إلى ذلك، يضم المتحف أكثر من 50 منشأة متعددة الوسائط لمساعدة الزوار على فهم قضايا تغير المناخ ونتائج البحوث من جميع أنحاء العالم.
يقدم المتحف ايضا جولات افتراضية عبر الإنترنت لمعارضه الدائمة، مما يسمح للجمهور بتصفح المعلومات والمعروضات والشروحات ذات الصلة على الإنترنت.

### الممر القطبي
ويشبه تصميم الممر القطبي كاسحة الجليد الصينية شيويه لونغ التابعة لمعهد الأبحاث القطبية. يعرض نموذجًا لـم ف كزو لونغ لتمثيل أصل المعروضات وأهميته الرمزية للبحث العلمي القطبي في الصين. تتميز منطقة المعرض بشاشة عرض كبيرة يبلغ طولها 13 متر، إلى جانب تصميم سطح السفينة، وتكييف الهواء الذي يحاكي الرياح القطبية الباردة، ونماذج الدب القطبي، والصور المسقطة لذوبان الأنهار الجليدية على الأرض، مما يوفر للزوار مع تجربة غامرة. تعرض الشاشة في المقام الأول أجزاء من التغيرات المناخية والبيئية التي اكتشفتها السفينة م ف كزو لونغ أثناء رحلتها إلى المحيط المتجمد الشمالي في عام 2008، بما في ذلك درجات الحرارة المرتفعة بشكل قياسي في المحيط المتجمد الشمالي مما أدى إلى مشاهدات نادرة للدببة القطبية وهي تتغذى بالقرب من السفينة، تهدف إلى مساعدة الزائرين على فهم القضايا البيئية المتعلقة بتغير المناخ.
تعرض منطقة المعرض المعروضات التي تبرعت بها ريبيكا لي، والتي تم جمع معظمها من القطب الشمالي والمحيط المتجمد الشمالي وجبل إيفرست. تشمل العديد من المعروضات حفريات وعينات من الحيوانات والنباتات، مثل بيض البطريق الإمبراطور من القارة القطبية الجنوبية، والأختام من القطب الشمالي، والأمونيت التبتي من جبل إيفرست، بالإضافة إلى الأدوات والأدوات المستخدمة في البعثات القطبية. بالإضافة إلى ذلك، يتم عرض نسخة طبق الأصل من غرفة في محطة الأبحاث العلمية في أنتاركتيكا التابعة لريبيكا لي لتقديم نظرة ثاقبة للظروف المعيشية لأعضاء البعثة، إلى جانب بعض أساسيات البعثة القطبية والهدايا التذكارية. في الوقت نفسه، تتميز منطقة المعرض بنموذج 1:1 للي وهي تعمل في الهواء الطلق بملابسها الاستكشافية.
قدمت البعثة البحثية الصينية في القطب الجنوبي للمتحف حجر عملاق في القطب الجنوبي متآكلًا على شكل رنين الريح لأغراض العرض. بسبب القيود المفروضة بموجب نظام معاهدة أنتاركتيكا، لا يمكن إزالة الأشياء الموجودة في أنتاركتيكا بسهولة. لذلك، تعتبر ريبيكا لي حجر الرنين النادر في القطب الجنوبي بمثابة "كنز المتحف".

### الاستشعار عن بعد عبر الأقمار الصناعية والرصد البيئي

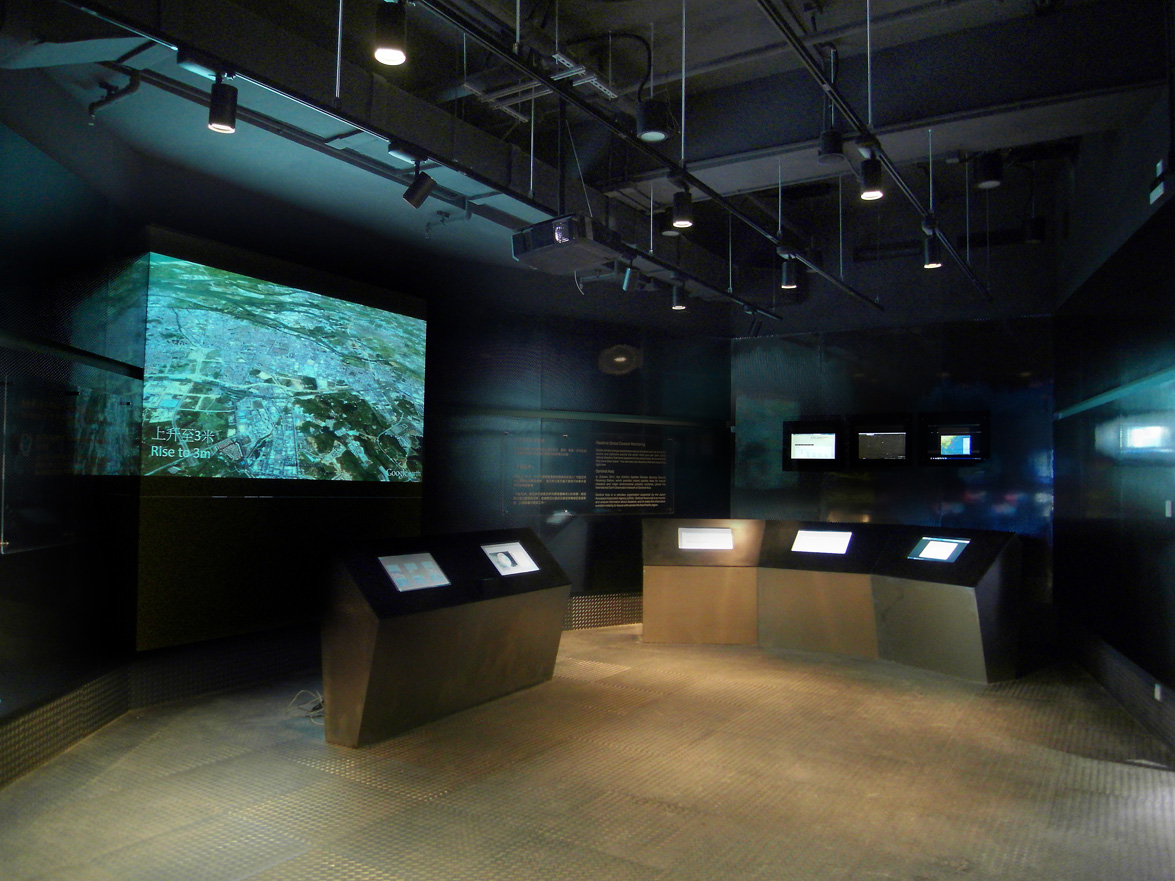
منطقة معرض للاستشعار عن بعد عبر الأقمار الصناعية والرصد البيئي.

تم تصميم منطقة العرض الخاصة بالاستشعار عن بعد عبر الأقمار الصناعية والمراقبة البيئية لتشبه غرفة التحكم في محطة الاستقبال الأرضية للاستشعار عن بعد عبر الأقمار الصناعية في قمة الجامعة الصينية في هونغ كونغ. والغرض منه هو السماح للزوار بمحاكاة موظفي المراقبة، ومراقبة المعلومات الجغرافية المختلفة وصور الأقمار الصناعية للتغيرات الجوية والمحيطية والجيولوجية في هونغ كونغ وجنوب الصين وبحر الصين الجنوبي، مما يعرض التأثير الفعلي لتغير المناخ على هونغ كونغ والمناطق المجاورة. وتنطوي هذه المعلومات على تطبيق علم المعلومات الجغرافية في مختلف مجالات حماية البيئة، بما في ذلك تلوث الهواء، وتسربات النفط البحرية، والبيئات الجغرافية الافتراضية.

### البحوث المبتكرة
تعرض منطقة معرض الأبحاث المبتكرة في الجامعة الصينية في هونغ كونغ بشكل أساسي الإنجازات البحثية المبتكرة للجامعة الصينية في مجالات البيئة والطاقة والتنمية المستدامة التي تهدف إلى معالجة قضايا تغير المناخ. تعرض منطقة المعرض هذه مشاريع بحثية لعلماء من الجامعة الصينية في العلوم الطبيعية والعلوم التطبيقية والعلوم الاجتماعية. وفيما يتعلق بالتكنولوجيا البيئية، تتميز منطقة المعرض بتقنيات مثل النظام الإلكتروني لتحديد الأشجار. وفي مجال تكنولوجيا الطاقة تعرض منطقة المعرض معروضات مثل الخلايا الشمسية وتقنيات إنتاج الهيدروجين من خلال أكسدة الماء بالتحفيز الضوئي photocatalytic. بالإضافة إلى ذلك، تشتمل منطقة المعرض على نموذج تجريبي يوضح وجود تأثير الجزيرة الحرارية الحضرية، مما يؤكد على أهمية التصميم والتخطيط الحضري المستدام. ويهدف المتحف إلى تزويد الزوار ليس فقط بفهم لنتائج البحوث ولكن أيضًا لتقديم رؤى حول التطور المستقبلي للتكنولوجيا.

### المحور البيئي للنادي
يركز محتوى المعرض على المشاريع البيئية التي شارك فيها نادي هونغ كونغ للجوكي والمشاريع البيئية المجتمعية التي يدعمها صندوقه الاستئماني الخيري. يتعاون نادي الجوكي مع ماكدول McDull، وهي شخصية كرتونية من تأليف بريان تسي، لتعزيز الحياة منخفضة الكربون في هذه المنطقة. الهدف من منطقة المعرض هو إلهام الزوار لتطوير تفكير بيئي جديد وتعزيز المشاريع البيئية المجتمعية.

تتميز منطقة المعرض أيضًا بأعمال فنية مصنوعة من حدوات الخيول المعاد تدويرها المقدمة من نادي الجوكي، بالإضافة إلى مصنع محاكاة يعرض عملية إعادة تدوير الزجاجات إلى طوب صناعي.

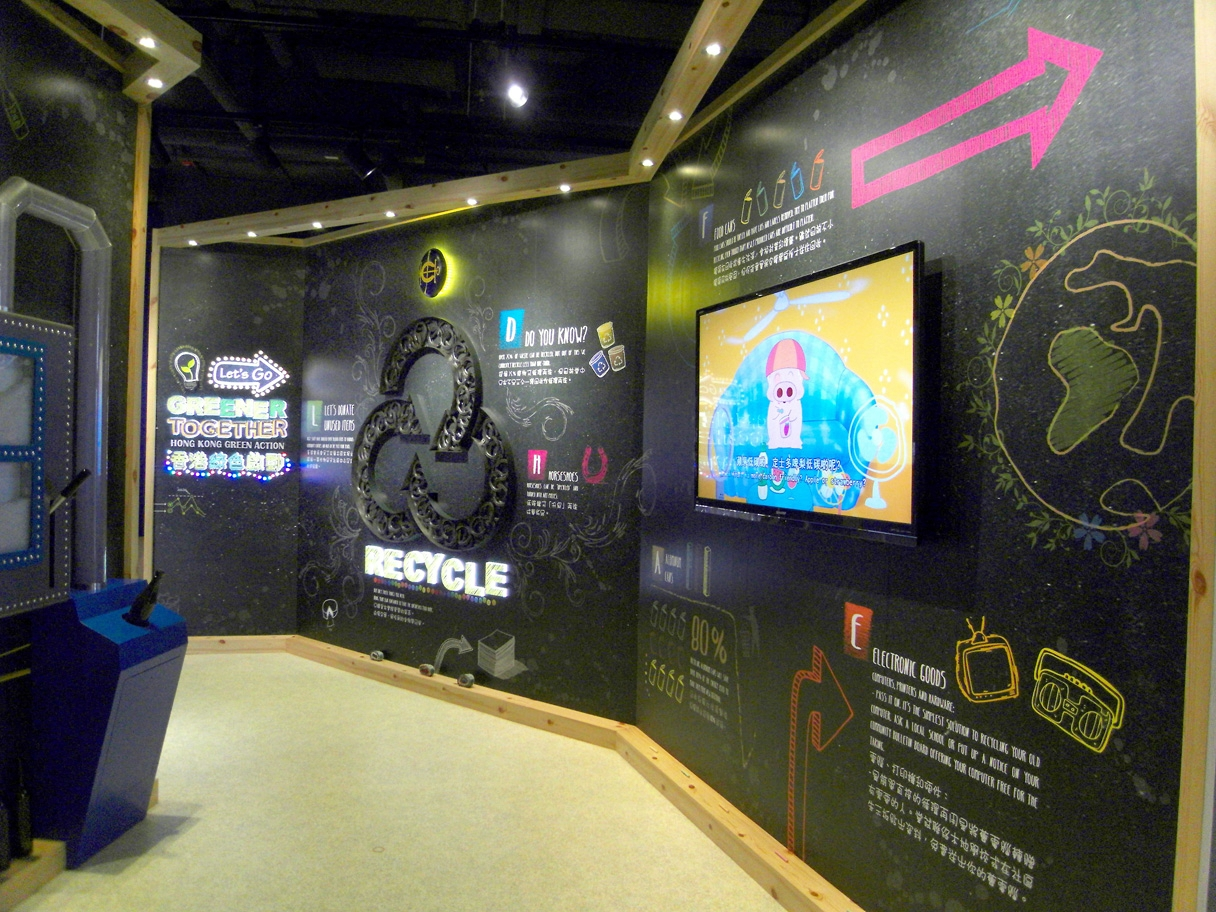
المركز البيئي لنادي هونج كونج جوكي.

## المعارض الخاصة
يستضيف المتحف بشكل دوري معارض خاصة تركز على أحدث المعلومات حول تغير المناخ والبيئة. تشمل الأمثلة المعارض التي تهدف إلى تعميم علوم تغير المناخ، مثل "تغير المناخ وآثاره"،  الذي يعرض اهتمامات 22 من علماء المناخ الأستراليين. هناك أيضا معارض تجمع بين الفن والعلم لمعالجة بعض القضايا مثل ذوبان الأنهار الجليدية

## المجتمع
في بدايات إنشائه، كان المتحف جزءًا من برنامج التبرع المجتمعي التابع لجوكي كلوب لتغير المناخ. وبعد ذلك، تلقت تمويل مستمر من جوكي كلوب للبرنامج الجديد، الذي يهدف إلى رفع مستوى الوعي بالتهديدات المحتملة لتغير المناخ وترجمتها إلى تفكير جديد وإجراءات عملية تستهدف تغير المناخ. يقوم المتحف أيضًا بتجنيد الطلاب لتعزيز العمل المناخي من خلال الأنشطة العامة المختلفة.

### الجولات البيئية

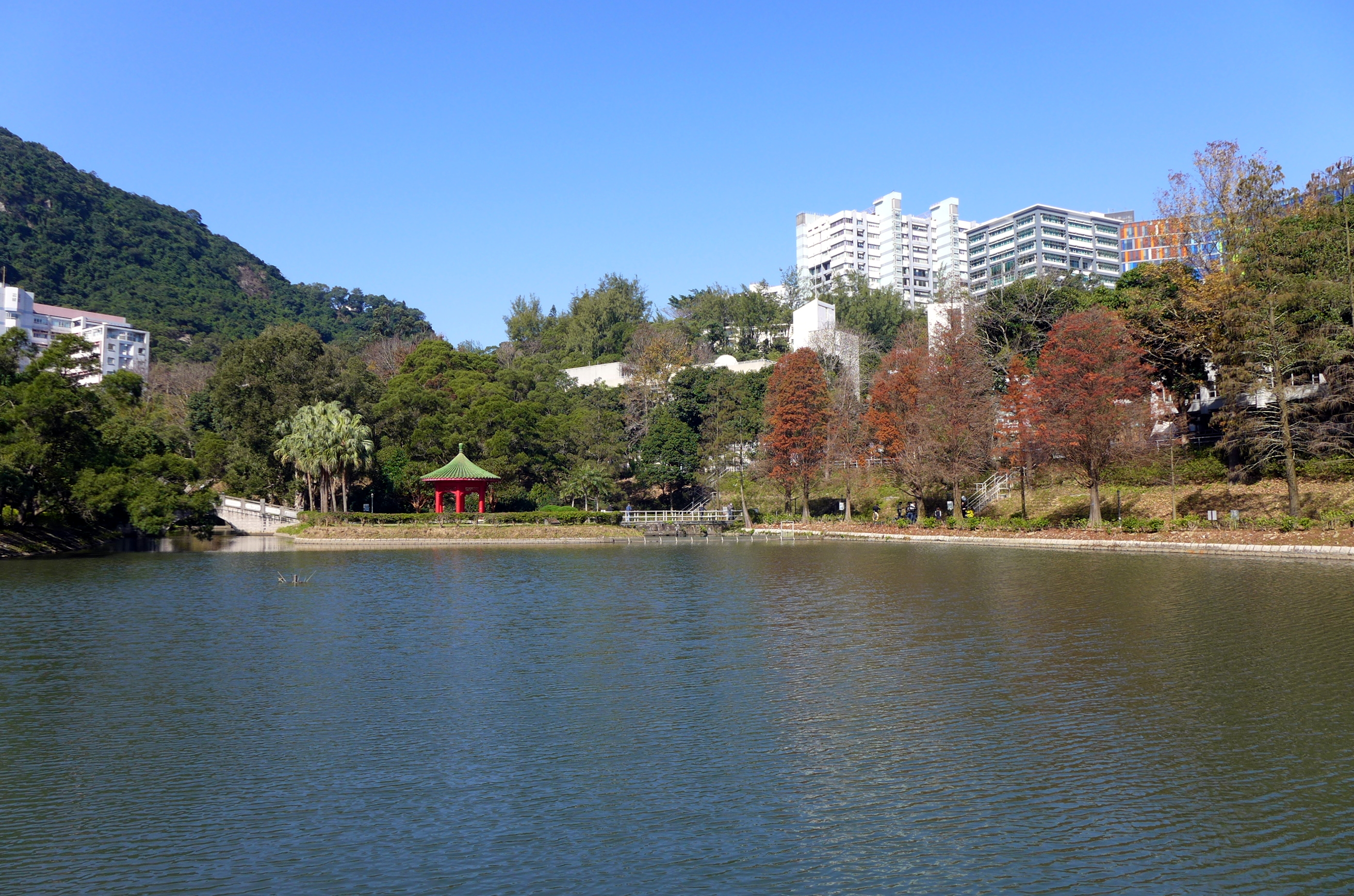
تعد بحيرة Ad Excellentiam إحدى نقاط التوقف للجولات البيئية في المتحف.

بالإضافة إلى الجولات المصحوبة بمرشدين داخل المتحف، تتوفر أيضًا جولات بيئية بما في ذلك جولات المتحف. تستمر كل جولة بيئية حوالي ساعتين إلى ثلاث ساعات وهي مفتوحة للمجموعات العامة والمدارس والمنظمات المختلفة. تأخذ هذه الجولات الزوار خارج المتحف لاستكشاف المواقع البيئية والمرافق البيئية التابعة لجامعة هونغ كونغ الصينية، بما في ذلك مسار دراسة الأشجار حول Lake Ad Excellentiam، والحديقة الشمسية بالقرب من مول الجامعة، وحديقة التجديد. ومن خلال التعريف بالبيئة الطبيعية والغرض من المرافق البيئية، تهدف هذه الجولات إلى تعزيز أهمية التنمية المستدامة. منذ افتتاح المتحف، شاركت العديد من المدارس والمنظمات الشبابية مثل جمعية كشافة هونج كونج، والوكالات الحكومية مثل مرصد هونغ كونغ ‏ وإدارة الزراعة ومصائد الأسماك والمحافظة في جولات المشروع البيئي للمتحف.

### التعليم المجتمعي
يعقد المتحف ورش عمل متعددة حول الترقية وإعادة التصنيع، بالإضافة إلى زيارات إلى المرافق البيئية، وينظم أحيانا منتديات بيئية. هذه الأنشطة مفتوحة للجمهور، وتشجع الجميع على المشاركة بنشاط في الحياة الخضراء وحماية البيئة.
بدءًا من يناير 2018، قام المتحف بتجميع مجموعته في وحدات تفاعلية متعددة الوسائط، وإعارتها مجانًا للمدارس أو المراكز المجتمعية أو المنظمات غير الربحية على دفعات وفقًا لمواضيع مختلفة، مما يوفر للجمهور معلومات سهلة الفهم حول تغيرالمناخ . تتيح الوحدات التفاعلية متعددة الوسائط عبر الإنترنت للزائرين محاكاة التفاعل مع المعروضات والتلاعب بها، واستكشاف تأثير تغير المناخ على المناطق القطبية من وجهات نظر مختلفة.

### الطلبة المرشدين
يقوم المتحف بتجنيد وتدريب الطلاب من الجامعة الصينية في هونغ كونغ ليصبحوا مرشدين، ويعرّفون الزوار بمعارض المتحف ويساعدون في تنظيم الأنشطة الموسعة، بما في ذلك الجولات والمنتديات البيئية والمعارض وورش العمل التي تقام خارجه المتحف. في الوقت نفسه، يكون مرشدو طلاب الجامعات مسؤولين أيضًا عن تعزيز البيئة القطبية، لذلك قد يكون لدى بعضهم خبرة في الرحلات الاستكشافية أو الأبحاث القطبية. لا يعمل طلاب الجامعة الصينية المشاركون في برنامج التدريب الداخلي بالمتحف كمرشدين فحسب، بل لديهم أيضًا فرصة المشاركة في تخطيط وإدارة الأحداث في المتحف.

## التأثير

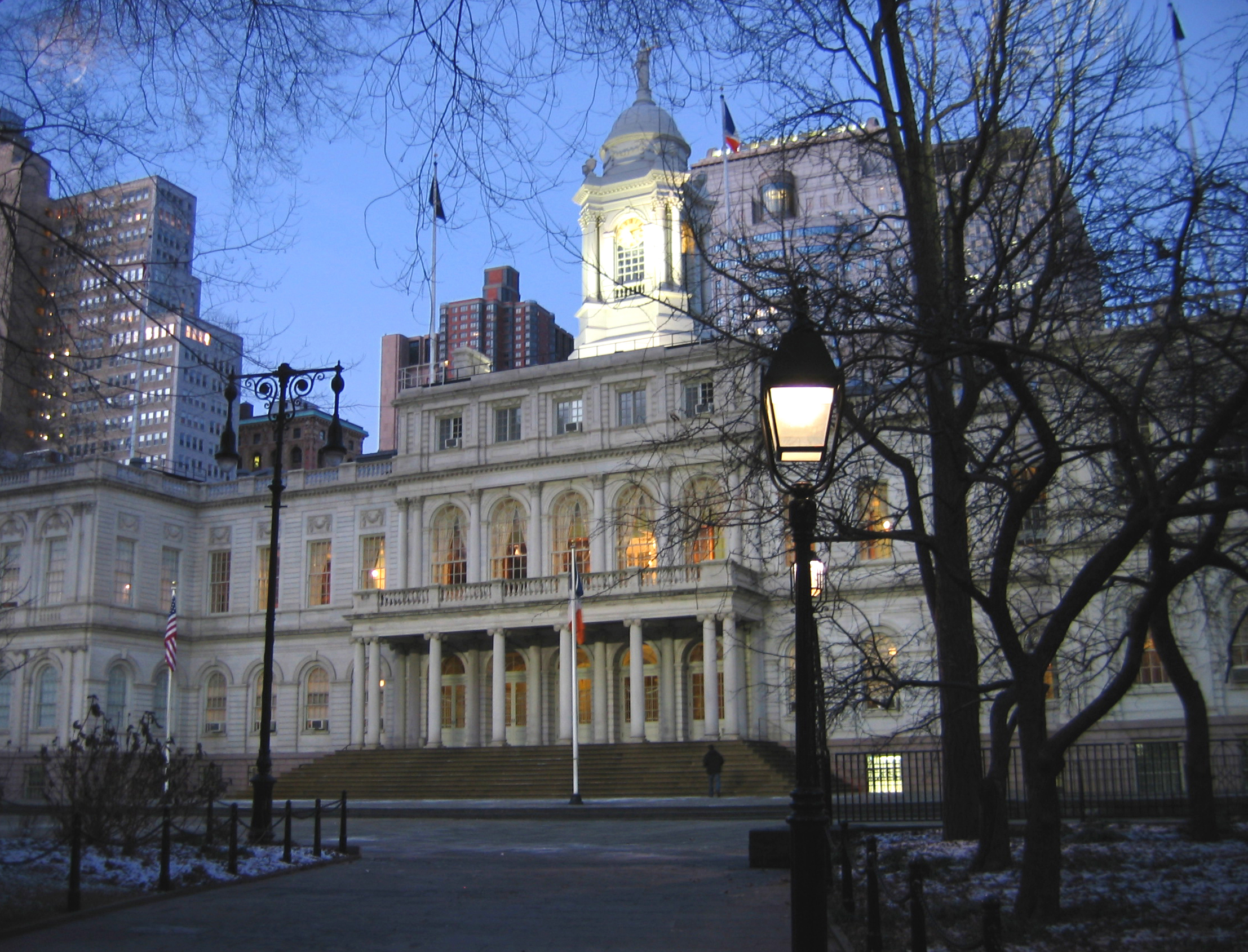
المتحف بمثابة مرجع لحكومة مدينة نيويورك.

باعتباره أول متحف في العالم مخصص لتغير المناخ، فقد اجتذب المتحف العديد من علماء البيئة والعلماء. فيما يتعلق بالتقييم والتأثير المحلي، قامت العديد من هيئات صنع القرار التابعة لحكومة هونج كونج بإدراج المتحف في قوائمها الترويجية، مثل قائمة مركز معارض حماية البيئة التابع لمكتب حماية البيئة وقاعدة بيانات أنشطة تجارب التعلم الأخرى التابعة لمكتب حماية البيئة. مكتب التربية والتعليم. قامت العديد من شركات السفر في هونغ كونغ أيضًا بإدراج المتحف في مسارات رحلاتها أو مشاريعها الترويجية. صرحت ريبيكا لي، الجهة المانحة الرئيسية، أن المتحف يمكن أن يشجع الجمهور على تحمل مسؤولية حماية بيئة الأرض. وقالت نائبة مدير مكتب حماية البيئة، كريستين لوه، إن إنشاء المتحف يمكن أن يشارك المعلومات والمعرفة المتعلقة بتغير المناخ، ويمكن لإدارة حماية البيئة  والجامعة الصينية تعزيز التعاون لتشجيع المشاركة العامة في الشؤون البيئية. تعتقد عضو اللجنة الدائمة للمجلس الوطني لنواب الشعب الصيني، ريتا فان، أن التعاون بين نادي جوكي والجامعة الصينية يمكن أن ينشر المعرفة البيئية ونتائج الأبحاث للجمهور بأشكال مختلفة ويساعد المجتمع على تحقيق التنمية المستدامة وفقًا لسياسات الحكومة. ومع ذلك، يعتقد عالم البيئة بانغ ييمينغ أن المتحف يركز بشكل مفرط على إنجازات حكومة جمهورية الصين الشعبية وشوي لونغ.
وفيما يتعلق بالتقييم والتأثير الخارجي، أرسلت حكومة مدينة نيويورك وفد إلى هونغ كونغ لزيارة المتحف من أجل الحصول على الإلهام لإنشاء متحف مناخي جديد في مانهاتن. وبعد زيارة المتحف، ذكرت ميراندا ماسي، مديرة وفد نيويورك، أن المتحف يعرف كيفية استخدام عناصر مثل شيويه لونغ لخلق جو رواية القصص، وهو ما يفضي إلى رواية قضايا المناخ لجمهور واسع. المحتوى التفاعلي جدير جدًا بالإشارة إليه، ولا يوجد أي عرض للقومية الصينية. ويرى وفد نيويورك أن هناك العديد من الفرص للتعاون المستقبلي، بما في ذلك تبادل أحدث الأبحاث والتكنولوجيا والمعروضات، بل وقاموا بدعوة ممثل يعينه المتحف للانضمام إلى اللجنة الاستشارية للمتحف الجديد في نيويورك. ومع ذلك، اعترفت مديرة المشروع سيسيليا يونج صراحة بأن المتحف يستهدف في المقام الأول سكان هونغ كونغ والزوار القريبين، مما يجعل من الصعب مقارنته بالمتحف العالمي الذي خططت له حكومة مدينة نيويورك.

## الروابط الخارجية
- الجامعة الصينية في هونغ كونغ - الموقع الرسمي لمتحف تغير المناخ لنادي جوكي (باللغة الصينية).